# Wilhelm Bork

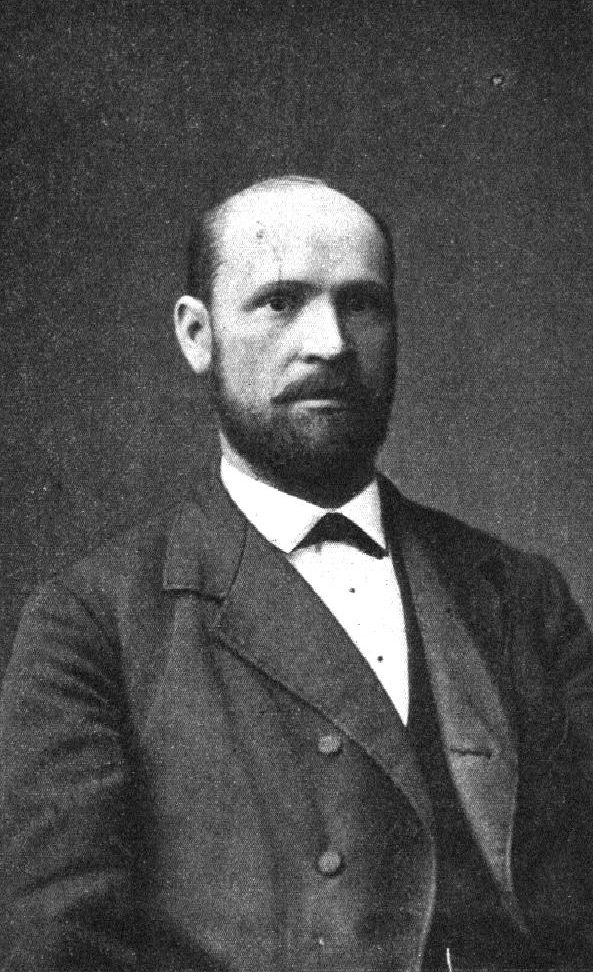
Wilhelm Bork

Friedrich Wilhelm Bork (auch F. W. Bork; * 2. Oktober 1843 in Jacobshagen, Pommern; † 9. März 1906 in Berlin) war ein deutscher Ingenieur und Eisenbahnfachmann.

## Leben
Wilhelm Bork wurde als Sohn des Schlossermeisters Friedrich Wilhelm Bork und dessen Ehefrau Friederike geb. Eichstaedt geboren und wuchs in ärmlichen Verhältnissen auf. Er studierte am Gewerbeinstitut Berlin und begann seine berufliche Laufbahn beim Bau der Berliner Verbindungsbahn, der heutigen Ringbahn. 1870 wechselte er zur Thüringischen Eisenbahn, wo er sowohl für Bau- als auch für Maschinentechnik zuständig war. Ab 1872 konzentrierte er sich von Erfurt aus auf die Maschinentechnik und wurde 1883 zum Königlichen Eisenbahn-Maschineninspektor befördert. Im Jahre 1886 heiratete er die Agnes Wilhelmine Mathilde Barth, Tochter des Ökonomen Heinrich Christoph Barth, in Erfurt. Sie bekamen ein Jahr später die Tochter Gertrud Bork in Erfurt. Im selbigen Jahr wurde er Vorstand der Hauptwerkstätte in Berlin, 1890 Eisenbahndirektor. Als Dezernent für den Lokomotivdienst wechselte er 1895 zur Eisenbahndirektion Berlin der Preußischen Staatseisenbahnen. In dieser Position verblieb er bis zu seinem Tod. Bork war ein Wegbereiter des elektrischen Antriebs von Eisenbahnen. Er erfand einen Geschwindigkeitsmesser und eine Radreifenbefestigung. In seinem Verantwortungsbereich als Staatskommissar wurde 1903 bei Versuchs-Schnellfahrten erstmals die Geschwindigkeitsgrenze von 200 Kilometer pro Stunde überschritten.
Wilhelm Bork trat 1868 dem Verein Deutscher Ingenieure (VDI) und dessen Berliner Bezirksverein bei. Er führte zuletzt den Titel eines Geheimen Baurats. Bork verstarb mit 62 Jahren am 9. März 1906 in seiner Wohnung am Tempelhofer Ufer 28. Als Todesursache wird ein Herzschlag angegeben. Bork litt an einem "asthmatischen Leiden", sodass er sich seit Januar 1906 Urlaub nehmen musste.

## Ehrung
- Die Borkzeile in Berlin-Spandau, nördlich der Hamburger Eisenbahn, wurde am 21. Januar 1961 ihm zu Ehren benannt.[8]